# Mariani
Mariani là một thị xã và là nơi đặt ủy ban khu vực thị xã (town area committee) của quận Jorhat thuộc bang Assam, Ấn Độ.

## Địa lý
Mariani có vị trí 26°40′B 94°20′Đ / 26,67°B 94,33°Đ Nó có độ cao trung bình là 155 mét (508 feet).

## Nhân khẩu
Theo điều tra dân số năm 2001 của Ấn Độ, Mariani có dân số 23.065 người. Phái nam chiếm 54% tổng số dân và phái nữ chiếm 46%. Mariani có tỷ lệ 65% biết đọc biết viết, cao hơn tỷ lệ trung bình toàn quốc là 59,5%: tỷ lệ cho phái nam là 65%, và tỷ lệ cho phái nữ là 65%. Tại Mariani, 12% dân số nhỏ hơn 6 tuổi.